# Jean Paulo Batista de França
Jean Paulo Batista de França o simplemente Jean (*Recife, Brasil, 21 de noviembre de 1981) es un futbolista brasileño. Juega de defensa y su primer equipo fue Sport Recife. Actualmente juega para el Atlético Mineiro de su país.

## Clubes
| Club             | País     | Año       |
| ---------------- | -------- | --------- |
| Sport Recife     | Brasil   | 2002-2003 |
| Treze FC         | Brasil   | 2003      |
| Uberaba-MG       | Brasil   | 2004      |
| FC Peñafiel      | Portugal | 2004-2005 |
| CR Vasco da Gama | Brasil   | 2005      |
| SE Gama          | Brasil   | 2005      |
| Ankaragücü       | Turquía  | 2005-2006 |
| Tupi FC          | Brasil   | 2006-2007 |
| EC Democrata     | Brasil   | 2007      |
| Atlético Mineiro | Brasil   | 2007-     |

- Datos: Q6171307